# Trakt
Trakt är ett begrepp inom den geografiska indelningen av Sverige i fastigheter och har sitt ursprung i hur marken varit uppdelad mellan olika byar i äldre tid. En fastighetsbeteckning är uppbyggd enligt följande: registerområde traktnamn block:enhet, till exempel fastighetsbeteckningen Sollefteå Näsåker 20:8, där Näsåker är traktnamnet. Registerområde är numera alltid detsamma som kommun. Traktnamnen brukar vara namn på byar eller gods. I större tätorter finns även namn enligt mer moderna kriterier samt kvarterstraktnamn.
I vardagligt tal brukar ordet trakt mest användas om geografiskt urskiljbara områden på ett abstrakt sätt, till exempel här i trakten.

## Förordning (2000:308) om fastighetsregister
1. Traktnamn (Trakt) : Stadsdel eller bynamn. 
  - Indelningen i trakter grundas på indelningen i tidigare stadsregisterområden, stadsdelar, byar, gårdar eller därmed jämförliga områden, om inte särskilda skäl föranleder annat.
2. Blocknummer (Block): Flera fastigheter, eventuellt ett helt kvarter, ingår i ett block. 
  - Fastigheter som hör till samma trakt skall delas in i block. Ett block består av en eller flera fastigheter. Ett block skall ha ett nummer (blocknummer).
3. Enhetsnummer (Enhet): Specifik för varje fastighet. 
  - Fastigheterna inom varje block och samfälligheterna inom varje trakt skall ges ett nummer (enhetsnummer).